# Czysta Woda (województwo pomorskie)
Czysta Woda (kaszub. Czëstô Wòda) – kolonia w Polsce, w województwie pomorskim, w powiecie kartuskim, w gminie Stężyca, jest częścią składową sołectwa Gapowo.
Do 2023 miejscowość była częścią wsi Gapowo.
W latach 1975–1998 Czysta Woda administracyjnie należała do województwa gdańskiego.
Czysta Woda 31 grudnia 2011 r. miała 26 stałych mieszkańców.